# Gran Premio di Gran Bretagna 2016
Il Gran Premio di Gran Bretagna 2016 è stata la decima prova della stagione 2016 del campionato mondiale di Formula 1. Disputata domenica 10 luglio 2016 sul circuito di Silverstone, la gara è stata vinta da britannico Lewis Hamilton su Mercedes. Hamilton, al suo quarantasettesimo successo nel mondiale, ha preceduto sul traguardo Max Verstappen su Red Bull Racing-TAG Heuer e il suo compagno di squadra Nico Rosberg.
Rosberg, giunto secondo sul traguardo, è stato penalizzato di dieci secondi sul tempo di gara per comunicazioni via radio con i box, che violano i limiti imposti dal regolamento. Per tale ragione è scalato al terzo posto della classifica.

## Vigilia

### Sviluppi futuri
La Pirelli annuncia il calendario dei test previsti, per provare i nuovi pneumatici, che saranno utilizzati a partire dalla stagione 2017. Il primo appuntamento è previsto per il 1º e 2 agosto, presso il Circuito di Fiorano, e coinvolge la Ferrari. Il circuito verrà bagnato al fine di testare le gomme da pioggia. I test verranno svolti, nelle date seguenti, anche da Red Bull e Mercedes.
La Scuderia Ferrari conferma, anche per la stagione 2017, quale pilota titolare, il finlandese Kimi Räikkönen. Egli disputa a Silverstone il centesimo gran premio nella scuderia italiana. Solo Michael Schumacher, Felipe Massa e Rubens Barrichello hanno disputato più gare con la scuderia del Cavallino.

### Aspetti tecnici
La Pirelli, fornitrice unica degli pneumatici, porta, per questa gara gomme di mescola morbida, media e dura. Un extra set di gomme morbide viene fornito ai dieci piloti che accedono alla Q3, che verrà restituito al termine delle qualifiche.
La Honda introduce, da questa gara, una versione aggiornata del proprio propulsore, utilizzato dalla McLaren. La principale innovazione riguarda l'aspirazione. La casa giapponese ha speso due gettoni di sviluppo per questa modifica.
La FIA indica due zone dove i piloti possono utilizzare il DRS: la prima sul Wellington Straight, con detection point fissato 25 metri prima della curva 3 (Village); la seconda zona è posta sull'Hangar Straight, e punto per le determinazione del distacco fra piloti stabilito alla Maggotts. Sul circuito sono state poste delle nuove zone di erba artificiale in uscita delle curve Copse, Stowe e Club.

### Aspetti sportivi
Frédéric Vasseur è nominato nuovo team principal per la Renault. Vasseur, fondatore della scuderia di GP2 ART Grand Prix, e coinvolto nel progetto della Formula E, sostituisce Cyril Abiteboul, che mantiene il ruolo di direttore generale della Renault Sport Racing.
Michael Blash, dal 1996 vicedirettore di gara della FIA, si dimette dall'incarico. Il suo ruolo viene affidato a Laurent Mekies. Sia Jean Todt, presidente della Federazione, che il direttore di gara Charlie Whiting hanno espresso il ringraziamento per il lavoro svolto da Blash.
A seguito delle polemiche sorte per l'incidente che ha coinvolto Lewis Hamilton e Nico Rosberg, nel precedente Gran Premio d'Austria, la Mercedes richiama i suoi due piloti. Saranno ancora liberi da ordini di scuderia, ma dovranno attenersi a un diverso comportamento in pista.
Nigel Mansell è nominato commissario aggiunto per il gran premio, da parte della FIA. L'ex campione del mondo di F1 ha già svolto in passato tale funzione, sempre nel Gran Premio di Gran Bretagna, nelle ultime cinque edizioni.
Nelle prime prove libere del venerdì Esteban Ocon ha preso il posto di Kevin Magnussen alla Renault, mentre Charles Leclerc ha fatto il suo esordio, in un weekend del mondiale, sostituendo Esteban Gutiérrez alla Haas. È il primo monegasco a correre in F1 dai tempi di Olivier Beretta, nel Gran Premio d'Ungheria 1994.

## Prove

### Resoconto

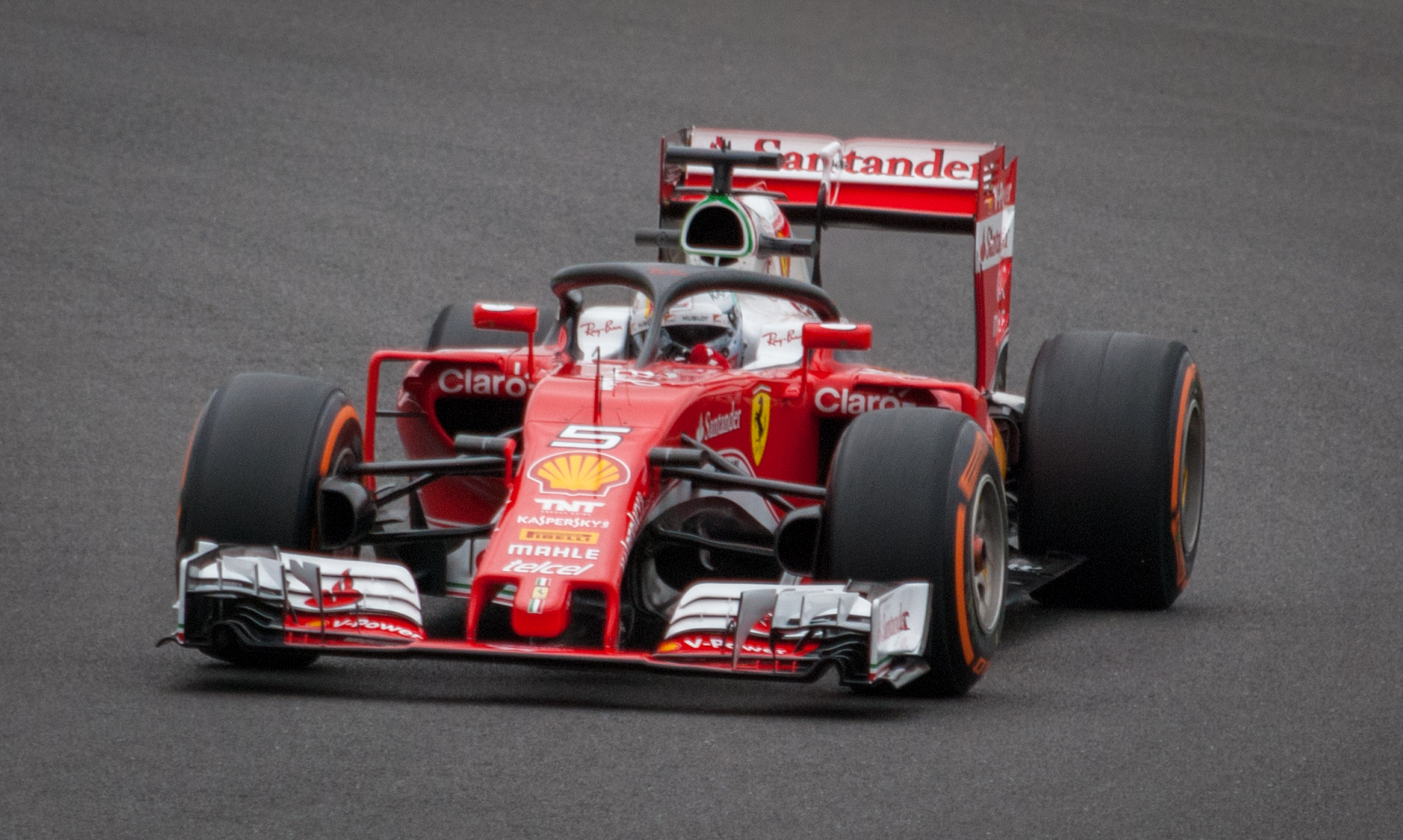
Sebastian Vettel, nelle prove libere del venerdì, testa sulla Ferrari SF16-H il prototipo dell'Halo

Lewis Hamilton ottiene, nella prima sessione di libere, il miglior tempo, precedendo di soli 9 decimi il compagno di team Nico Rosberg. Il tempo ottenuto dal britannico è già più basso di quello che gli aveva valso la pole position nel Gran Premio 2015. Le due Mercedes sono le uniche monoposto che sono scese sotto il minuto e trentadue, utilizzando gomme di mescola media. A 1.056 secondi si è posizionato un altro pilota con una vettura a motore Mercedes, Nicolas Hülkenberg, su Force India. La Ferrari ha ottenuto il quarto tempo con Antonio Giovinazzi, che nel giro di installazione ha provato una nuova versione della protezione della testa del pilota definita Halo.
Nico Rosberg non prende parte alla sessione pomeridiana, per un problema alla power unit. Hamilton, invece, si conferma il migliore in pista, anche se non riesce a migliorare il tempo ottenuto alla mattina. Il campione del mondo ha utilizzato gomme soft, ma non ha potuto abbassare il limite sul giro a causa di un forte vento laterale che spirava sul tracciato. Dietro a Hamilton si sono classificate le due Red Bull di Daniel Ricciardo e Max Verstappen. Grazie al nuovo motore ha scalato la graduatoria Fernando Alonso, mentre l'altro pilota della McLaren, Jenson Button, è stato penalizzato da una perdita di liquidi. Anche Daniil Kvjat è stato limitato da un cedimento all'alettone anteriore.
L'ultima sessione di libere è stata interrotta, con bandiera rossa, a sette minuti dal termine, per un incidente che ha coinvolto Marcus Ericsson. Il pilota della Sauber ha toccato l'erba sintetica, posta al bordo della Stowe, perdendo il controllo della sua monoposto, e andando a sbattere contro le barriere. Nell'impatto il volante si è sganciato dal piantone. Il pilota svedese, incolume, è stato comunque portato al centro medico del tracciato per accertamenti. La sessione è iniziata su pista umida, tanto che i piloti hanno utilizzato gomme da bagnto intermedio. Solo dopo circa venti minuti dall'inizio sono iniziati i tentativi con gomme slick. I tempi migliori sono fatti segnare dalle due Mercedes, con Lewis Hamilton che precede Nico Rosberg di pochi centesimi. Il tempo è ottenuto dopo la ripresa della sessione, a seguito dell'incidente di Ericsson. Sebastian Vettel ha subito un problema al cambio, che ne ha limitato le prestazioni, tanto da chiudere con il quinto tempo. Dopo le prove la Ferrari è costretta a sostituire la trasmissione della vettura del tedesco, che subisce così una penalizzazione di cinque posizioni sulla griglia di partenza.

### Risultati
Nella prima sessione del venerdì si è avuta questa situazione:
| Pos | Nº | Pilota             | Costruttore          | Tempo    | Gap    | Giri |
| --- | -- | ------------------ | -------------------- | -------- | ------ | ---- |
| 1   | 44 | Lewis Hamilton     | Mercedes             | 1'31"654 |        | 30   |
| 2   | 6  | Nico Rosberg       | Mercedes             | 1'31"687 | +0"033 | 34   |
| 3   | 27 | Nicolas Hülkenberg | Force India-Mercedes | 1'32"492 | +0"838 | 30   |

Nella seconda sessione del venerdì si è avuta questa situazione:
| Pos | Nº | Pilota           | Costruttore               | Tempo    | Gap    | Giri |
| --- | -- | ---------------- | ------------------------- | -------- | ------ | ---- |
| 1   | 44 | Lewis Hamilton   | Mercedes                  | 1'31"660 |        | 36   |
| 2   | 3  | Daniel Ricciardo | Red Bull Racing-TAG Heuer | 1'32"051 | +0"391 | 30   |
| 3   | 33 | Max Verstappen   | Red Bull Racing-TAG Heuer | 1'32"286 | +0"626 | 36   |

Nella sessione del sabato si è avuta questa situazione:
| Pos | Nº | Pilota           | Costruttore               | Tempo    | Gap    | Giri |
| --- | -- | ---------------- | ------------------------- | -------- | ------ | ---- |
| 1   | 44 | Lewis Hamilton   | Mercedes                  | 1'30"904 |        | 10   |
| 2   | 6  | Nico Rosberg     | Mercedes                  | 1'30"967 | +0"063 | 18   |
| 3   | 3  | Daniel Ricciardo | Red Bull Racing-TAG Heuer | 1'31"488 | +0"584 | 6    |

## Qualifiche

### Resoconto
Marcus Ericsson non prende parte alle qualifiche, in quanto, a seguito dell'incidente delle prove, è stato condotto all'ospedale di Oxford, per accertamenti. Viene successivamente dimesso.
Malgrando il rischio dell'arrivo della pioggia, tra i grandi team solo la Mercedes affronta immediatamente la pista. Questa, non ancora gommata, costringe i piloti a diversi errori. La lotta per evitare l'eliminazione coinvolge Jenson Button, le due Renault, le due Haas e Daniil Kvjat. I piloti di casa Jolyon Palmer e Jenson Button, e i due della Manor, sono eliminati, al pari di Felipe Nasr. Il miglior tempo della Q1 è fatto da Nico Rosberg, che precede di pochi millesimi Lewis Hamilton.
La Q2 inizia in ritardo per la necessità dei commissari di valutare il tempo di Kevin Magnussen, che viene convalidato solo dopo che gli steward hanno constatato che il pilota danese non ha superato i limiti della pista. Anche in questa fase il dominio della Mercedes è netto; dietro al duo delle frecce d'argento si posizionano le due Red Bull. Kimi Räikkönen rovina un suo tentativo con un testacoda, poi un secondo con un lungo, ma riesce, all'ultimo istante, a qualificarsi per la fase decisiva. vengono eliminati piloti della Haas, Sergio Pérez, Felipe Massa, Daniil Kvjat e Kevin Magnussen.
Anche nella fase finale si riproduce il duello tra Lewis Hamilton e Nico Rosberg, che si contendono la pole position divisi da pochi millesimi di secondo. Il primo tempo fatto segnare dal britannico è però cancellato, in quanto il campione del mondo è uscito dal tracciato alla Copse. Nel secondo, e ultimo tentativo, Hamilton batte il tempo del compagno di scuderia, e conquista la partenza al palo. Rosberg completa la prima fila, mentre la Red Bull monopolizza la seconda. Al termine delle qualifiche Nico Rosberg è posto sotto indagine dai commissari di piosta, per avere violato il tempo minimo di rientro ai box, in una fase della Q1. Il pilota tedesco non è stato sanzionato.

### Risultati
Nella sessione di qualifica si è avuta questa situazione:
| Pos                         | Nº | Pilota             | Costruttore               | Q1          | Q2       | Q3       | Griglia |
| --------------------------- | -- | ------------------ | ------------------------- | ----------- | -------- | -------- | ------- |
| 1                           | 44 | Lewis Hamilton     | Mercedes                  | 1'30"739    | 1'29"243 | 1'29"287 | 1       |
| 2                           | 6  | Nico Rosberg       | Mercedes                  | 1'30"724    | 1'29"970 | 1'29"606 | 2       |
| 3                           | 33 | Max Verstappen     | Red Bull Racing-TAG Heuer | 1'31"305    | 1'30"697 | 1'30"313 | 3       |
| 4                           | 3  | Daniel Ricciardo   | Red Bull Racing-TAG Heuer | 1'31"684    | 1'31"319 | 1'30"618 | 4       |
| 5                           | 7  | Kimi Räikkönen     | Ferrari                   | 1'31"326    | 1'31"385 | 1'30"881 | 5       |
| 6                           | 5  | Sebastian Vettel   | Ferrari                   | 1'31"606    | 1'30"711 | 1'31"490 | 11      |
| 7                           | 77 | Valtteri Bottas    | Williams-Mercedes         | 1'31"913    | 1'31"478 | 1'31"557 | 6       |
| 8                           | 55 | Carlos Sainz Jr.   | STR-Ferrari               | 1'32"115    | 1'31"708 | 1'31"989 | 7       |
| 9                           | 27 | Nicolas Hülkenberg | Force India-Mercedes      | 1'32"349    | 1'31"770 | 1'32"172 | 8       |
| 10                          | 14 | Fernando Alonso    | McLaren-Honda             | 1'32"281    | 1'31"740 | 1'32"343 | 9       |
| 11                          | 11 | Sergio Pérez       | Force India-Mercedes      | 1'32"336    | 1'31"875 | N.D.     | 10      |
| 12                          | 19 | Felipe Massa       | Williams-Mercedes         | 1'32"146    | 1'32"002 | N.D.     | 12      |
| 13                          | 8  | Romain Grosjean    | Haas-Ferrari              | 1'32"283    | 1'32"050 | N.D.     | 13      |
| 14                          | 21 | Esteban Gutiérrez  | Haas-Ferrari              | 1'32"237    | 1'32"241 | N.D.     | 14      |
| 15                          | 26 | Daniil Kvjat       | STR-Ferrari               | 1'32"553    | 1'32"306 | N.D.     | 15      |
| 16                          | 20 | Kevin Magnussen    | Renault                   | 1'32"729    | 1'37"060 | N.D.     | 16      |
| 17                          | 22 | Jenson Button      | McLaren-Honda             | 1'32"788    | N.D.     | N.D.     | 17      |
| 18                          | 30 | Jolyon Palmer      | Renault                   | 1'32"905    | N.D.     | N.D.     | 18      |
| 19                          | 88 | Rio Haryanto       | Manor-Mercedes            | 1'33"098    | N.D.     | N.D.     | 19      |
| 20                          | 94 | Pascal Wehrlein    | Manor-Mercedes            | 1'33"151    | N.D.     | N.D.     | 20      |
| 21                          | 12 | Felipe Nasr        | Sauber-Ferrari            | 1'33"544    | N.D.     | N.D.     | 21      |
| Tempo limite 107%: 1'37"074 |    |                    |                           |             |          |          |         |
| NQ                          | 9  | Marcus Ericsson    | Sauber-Ferrari            | senza tempo | N.D.     | N.D.     | PL      |

In grassetto sono indicate le migliori prestazioni in Q1, Q2 e Q3.

## Gara

### Resoconto

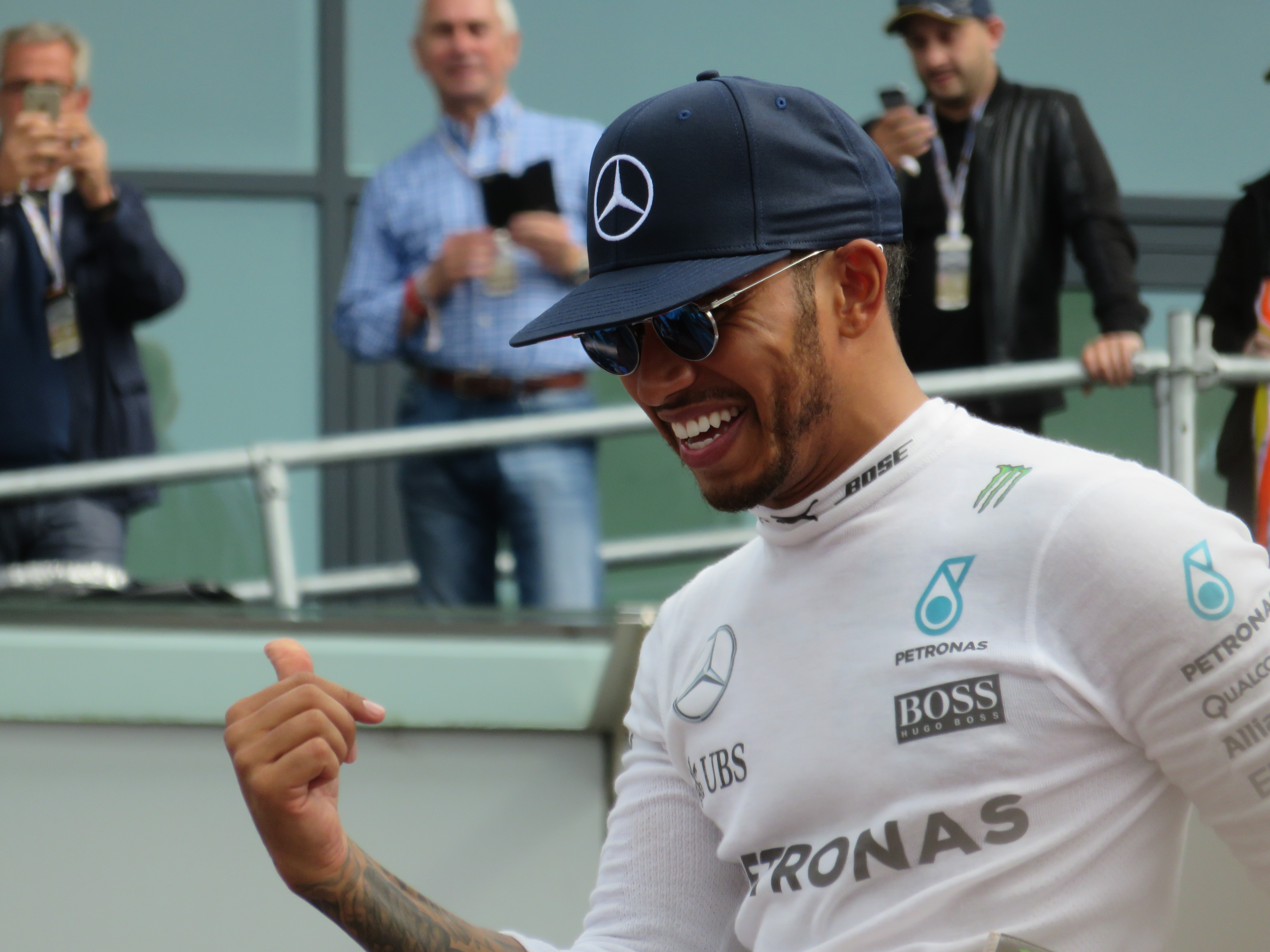
L'idolo di casa Lewis Hamilton, poleman e vincitore del Gran Premio.

Circa venti minuti prima del via si scatena, sul tracciato, un forte temporale. La partenza non viene posticipata, ma le vetture partono dietro la safety car. Le vetture sfilano dietro alla vettura di sicurezza per cinque giri, prima che la stessa rientri ai box. Molti piloti, nelle retrovie, decidono subito di rientrare ai box, e passare dalle gomme da bagnato a quelle intermedie. Tra questi anche i due della Ferrari e Daniel Ricciardo. Alla ripartenza la classifica vede sempre al comando il poleman Lewis Hamilton, davanti a Nico Rosberg e a Max Verstappen.
Al settimo giro Pascal Wehrlein termina nella ghiaia; la direzione di gara stabilisce la Virtual Safety Car sul tratto di pista interessato: Hamilton entra ai box per il cambio gomme, lo segue il compagno di team Rosberg, così come Max Verstappen. Ora è quarto Sergio Pérez, davanti a Daniel Ricciardo, Kimi Räikkönen, Carlos Sainz Jr. e il duo della Williams. Al decimo giro Valtteri Bottas compie un testacoda e cede fino al tredicesimo posto.
In testa Hamilton conduce con un buon margine su Rosberg, che viene insidiato da Verstappen, per il secondo posto. Al giro 15 Vettel rientra ai box, per montare gomme da asciutto: la traiettoria si sta rapidamente asciugando, ma restano ancora zone molto umide, in special modo a cavallo dell'arrivo. Al giro 16 Verstappen passa Rosberg alla Chapel. Ancora due giri e anche le Mercedes passano alle gomme slick. Solo un giro dopo anche Verstappen effettua la stessa scelta, rientrando in pista davanti a Rosberg. Al ventunesimo giro Ricciardo passa Pérez per il quarto posto.
La pista ancora umida porta i piloti a diversi errori: Fernando Alonso termina nella sabbia, ma riesce a ripartire; Verstappen va lungo e perde terreno nei confronti di Hamilton, mentre Sainz, a causa di un testacoda, scende dal sesto all'ottavo posto, superato da Räikkönen e Nicolas Hülkenberg. Anche Vettel è autore di qualche sbavatura, ma, al giro 28, passa Daniil Kvjat, ed è decimo.
Anche Sergio Pérez perde il controllo della vettura, alla prima curva, mantenendo però la quinta piazza. Al giro 37 Vettel passa Felipe Massa, per l'ottavo posto, ma viene messo sotto indagine dai commissari, in quanto la manovra non avrebbe consentito al brasiliano di difendersi correttamente. Il giro seguente, dopo un lungo duello, Nico Rosberg passa Max Verstappen, in crisi con gli pneumatici.
Nei giri finali Kimi Räikkönen passa Pérez, mentre Rosberg soffre per problemi al cambio, tanto da vedere ancora vicino Verstappen. L'olandese però non è in grado di attaccare il pilota della Mercedes, che chiude così, secondo al traguardo. Successivamente il tedesco sarà penalizzato di dieci secondi sul tempo di gara, scendendo così al terzo gradino del podio. Lewis Hamilton, intanto, si aggiudica il suo quarantasettesimo gran premio del mondiale. Per il campione del mondo è anche il quarto successo nel gran premio di casa, eguagliando così il numero di successi di Nigel Mansell.

### Risultati
I risultati del Gran Premio sono i seguenti:
| Pos | Nº | Pilota             | Costruttore          | Giri | Tempo/Ritiro | Griglia | Punti |
| --- | -- | ------------------ | -------------------- | ---- | ------------ | ------- | ----- |
| 1   | 44 | Lewis Hamilton     | Mercedes             | 52   | 1h34'55"831  | 1       | 25    |
| 2   | 33 | Max Verstappen     | Red Bull-TAG Heuer   | 52   | +8"250       | 3       | 18    |
| 3   | 6  | Nico Rosberg       | Mercedes             | 52   | +16"911      | 2       | 15    |
| 4   | 3  | Daniel Ricciardo   | Red Bull-TAG Heuer   | 52   | +26"211      | 4       | 12    |
| 5   | 7  | Kimi Räikkönen     | Ferrari              | 52   | +1'09"743    | 5       | 10    |
| 6   | 11 | Sergio Pérez       | Force India-Mercedes | 52   | +1'16"941    | 10      | 8     |
| 7   | 27 | Nicolas Hülkenberg | Force India-Mercedes | 52   | +1'17"712    | 8       | 6     |
| 8   | 55 | Carlos Sainz Jr.   | STR-Ferrari          | 52   | +1'25"858    | 7       | 4     |
| 9   | 5  | Sebastian Vettel   | Ferrari              | 52   | +1'31"654    | 11      | 2     |
| 10  | 26 | Daniil Kvjat       | STR-Ferrari          | 52   | +1'32"600    | 15      | 1     |
| 11  | 19 | Felipe Massa       | Williams-Mercedes    | 51   | +1 giro      | 12      |       |
| 12  | 22 | Jenson Button      | McLaren-Honda        | 51   | +1 giro      | 17      |       |
| 13  | 14 | Fernando Alonso    | McLaren-Honda        | 51   | +1 giro      | 9       |       |
| 14  | 77 | Valtteri Bottas    | Williams-Mercedes    | 51   | +1 giro      | 6       |       |
| 15  | 12 | Felipe Nasr        | Sauber-Ferrari       | 51   | +1 giro      | 21      |       |
| 16  | 21 | Esteban Gutiérrez  | Haas-Ferrari         | 51   | +1 giro      | 14      |       |
| 17  | 20 | Kevin Magnussen    | Renault              | 49   | Cambio       | 16      |       |
| Rit | 30 | Jolyon Palmer      | Renault              | 37   | Cambio       | 18      |       |
| Rit | 88 | Rio Haryanto       | Manor-Mercedes       | 24   | Incidente    | 19      |       |
| Rit | 8  | Romain Grosjean    | Haas-Ferrari         | 17   | Trasmissione | 13      |       |
| Rit | 9  | Marcus Ericsson    | Sauber-Ferrari       | 11   | Power Unit   | PL      |       |
| Rit | 94 | Pascal Wehrlein    | Manor-Mercedes       | 6    | Testacoda    | 20      |       |

## Classifiche mondiali

### Piloti
| Pos | Pilota             | Punti |
| --- | ------------------ | ----- |
| 1   | Nico Rosberg       | 168   |
| 2   | Lewis Hamilton     | 167   |
| 3   | Kimi Räikkönen     | 106   |
| 4   | Daniel Ricciardo   | 100   |
| 5   | Sebastian Vettel   | 98    |
| 6   | Max Verstappen     | 90    |
| 7   | Valtteri Bottas    | 54    |
| 8   | Sergio Pérez       | 47    |
| 9   | Felipe Massa       | 38    |
| 10  | Romain Grosjean    | 28    |
| 11  | Nicolas Hülkenberg | 26    |
| 12  | Carlos Sainz Jr.   | 26    |
| 13  | Daniil Kvjat       | 23    |
| 14  | Fernando Alonso    | 18    |
| 15  | Jenson Button      | 13    |
| 16  | Kevin Magnussen    | 6     |
| 17  | Pascal Wehrlein    | 1     |
| 18  | Stoffel Vandoorne  | 1     |

### Costruttori
| Pos | Costruttore          | Punti |
| --- | -------------------- | ----- |
| 1   | Mercedes             | 335   |
| 2   | Ferrari              | 204   |
| 3   | Red Bull-TAG Heuer   | 198   |
| 4   | Williams-Mercedes    | 92    |
| 5   | Force India-Mercedes | 73    |
| 6   | Toro Rosso-Ferrari   | 41    |
| 7   | McLaren-Honda        | 32    |
| 8   | Haas-Ferrari         | 28    |
| 9   | Renault              | 6     |
| 10  | Manor-Mercedes       | 1     |

## Decisioni della FIA
Al termine della gara la direzione di corsa infligge una penalizzazione di dieci secondi a Nico Rosberg. Il pilota tedesco ha effettuato delle comunicazioni radio con il box, vietate dal regolamento. Nella parte finale della gara, a causa di problemi con il cambio, il pilota ha ottenuto delle informazioni che non potevano essere inviate. Con tale penalizzazione, Rosberg cede la seconda posizione a Max Verstappen. La Mercedes ha poi ritirato l'appello annunciato, in un primo momento.
Sebastian Vettel è stato penalizzato di cinque secondi sul tempo totale, per avere compiuto un sorpasso non regolare su Felipe Massa. Il pilota brasiliano è stato forzato fuori dal tracciato dalla manovra del pilota della Ferrari. Al ferrarista, inoltre, vengono sottratti due punti dalla Superlicenza.